# Albummal egyenértékű egység

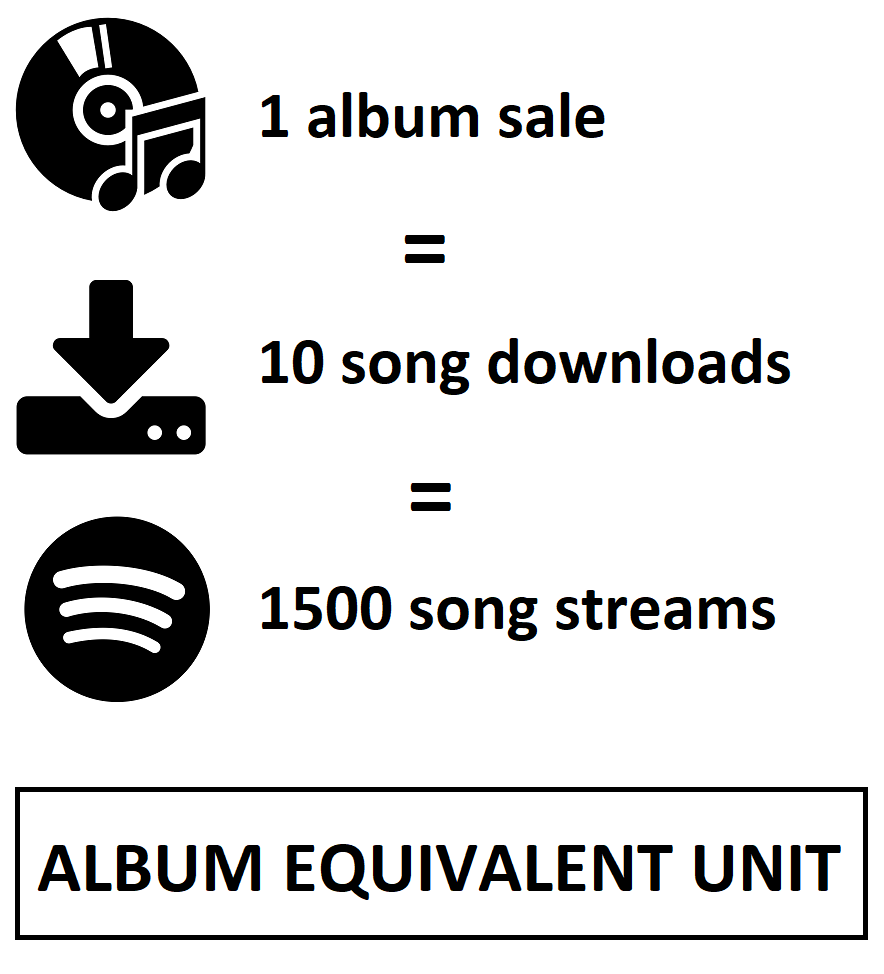
Az albummal egyenértékű egység fogalma az Egyesült Államokban 2018-ig

Az albummal egyenértékű egység (angolul: album-equivalent unit) a 2010-es években bevezetett zeneipari fogalom, mellyel meghatározzák, hogy az alternatív zenefogyasztás tekintetében milyen mennyiségek minősülnek egy eladott albummal egyenértékűnek. A fogyasztásba a fizikai és digitális lemezeladáson túl beleszámít a streamelés és a dalletöltés is. Az albummal egyenértékű egységet azért vezették be, mert a fizikai eladások száma drasztikusan csökkenni kezdett. 1999 és 2009 között több mint felére, 14,6 milliárd dollárról 6,3 milliárdra. Például 2014-ben csak két lemez lett platina (egymillió eladott példány) az Egyesült Államokban: a Jégvarázs című film zenei albuma és Taylor Swift 1989 című lemeze. Ezzel szemben 2013-ban még több előadónak sikerült ilyen eladási adatokat produkálni. Az új fogalom bevezetésével a slágerlisták szóhasználata is megváltozott, a „legtöbbet eladott album” kifejezés helyett a „legnépszerűbb album”-ot használják. Az IFPI 2013 óta albummal egyenértékű egységek alapján osztja ki az év globális előadója díjat.

## Használata a slágerlistákon

### Egyesült Államok
2014. december 13. óta a Billboard 200 albumlista kizárólagos albumeladási adatok helyett már albummal egyenértékű egységben mér. Így a Nielsen SoundScan adatai alapján a streaminget és a digitális dalletöltést is beszámítják, a legnagyobb audioplatformok adatbázisait felhasználva, úgy mint a Spotify, az Apple Music, a Google Play és az Xbox Music. A TEA (track equivalent album; „számnak megfelelő album”) és a SEA (streaming equivalent album, „streamingnek megfelelő album)” kifejezéseket használják, mely alapján 10 dalletöltés és 1500 dalstreamelés felel meg egy eladott albumnak. Emellett a Billboard továbbra is közzéteszi a rendes albumeladási adatokat is, Top Album Sales néven, mely a hagyományos módszerrel méri az eladást. Taylor Swift 1989 című lemeze volt az első, mely vezette az új módszerrel összeállított slágerlistát, 339 000 albummal egyenértékű egységgel (melyből 281 000 volt rendes albumeladás).
2018 júliusában a Billboard és a Nielsen felülvizsgálta az albummal egyenértékű egység mérőszámait a streaming szolgáltatások esetén, hogy megkülönböztessék a fizetős szolgáltatásokat, mint az Apple Music, az Amazon Music Unlimited vagy a Spotify Premium, a reklámokkal támogatott zenei és videós platformoktól, mint a Spotify ingyenes változata és a YouTube. Az albummal egyenértékű egység mérőszámait a következőkre módosították: 1250 prémium audio stream, vagy 3750 reklámokkal támogatott stream, vagy 3750 video stream jelent egy albummal egyenértékű egységet az Egyesült Államokban.

### Egyesült Királyság
Az Egyesült Királyságban a hivatalos Brit albumlista eladási adataiba 2015 márciusa óta számítják be a streaminget. Azután döntöttek emellett, hogy 2013-ban egy év alatt 7,5 milliárdról majdnem a duplájára, alig kevesebb, mint 15 milliárdra nőtt a streaming szolgáltatásokon keresztül lejátszott zeneszámok száma. Az új elszámolási szabály alapján a lemezeladási listát összeállító Official Charts Company egy albumról a 12 legtöbbet lejátszott dalt veszi alapul, melyek közül a két legnépszerűbb dalt kisebb súlyozással veszik figyelembe, hogy a végeredmény sokkal inkább a teljes album népszerűségét mutassa, mint egy vagy két sikeres dalét. Az összesített lejátszási számot végül elosztják 1000-rel és hozzáadják a tényleges lemezeladásokhoz. Sam Smith énekes In the Lonely Hour című albuma volt az első, amely vezette az új elszámolási szabályok alapján összeállított lemezeladási listát. A 41 000 albummal egyenértékű egységből 2900 egység érkezett a stream lejátszásokból, a többi pedig tiszta eladási szám.

### Németország
Németországban 2016 februárja óta számítják bele a streaming lejátszásokat a lemezeladási listába. Mindazonáltal a Német albumlista nem az eladott példányszámok, hanem a heti bevételi összegek alapján rangsorolja a lemezeket. Így csak a fizetős lejátszásokat veszik figyelembe, amelyekből legalább 30 mp-et meghallgattak. Csak azok az albumok számítanak, amelyekről minimum 6 dalt lejátszottak, és maximum a 12 legtöbbet lejátszott dal adatait veszik figyelembe. Hasonlóan a brit szabályokhoz, a két legnépszerűbb dal nem számít bele a végeredménybe. Az albummal egyenértékű egységek kiszámításához a többi dal átlagát veszik alapul.

### Magyarország
Magyarországon a Mahasz 2013-ban indította el a streaming toplistáját. A streaming toplistán csak egyedileg lejátszható zeneszámok szerepelnek. A Mahasz Top 40 albumlistába kizárólag az albumként egyben letölthető egységek számítanak.

## Kritikája
Hugh McIntyre a Forbes magazinnak írt cikkében, valamint Brian Josephs a Spin magazinnak írt cikkében úgy véli, Amerikában a rendszer könnyen kijátszható azzal, hogy egy előadó túl sok dalt zsúfol be egyetlen albumba, hogy megnövelje az albummal egyenértékű egységek számát. Chris Brown Heartbreak on a Full Moon című lemezén például több mint 40 dal található.